# 转铁蛋白受体
運鐵蛋白受體（英語：transferrin receptor），又稱運鐵蛋白受體，是運鐵蛋白的載體蛋白，每個分子含有兩個次單元（subunit），可結合兩個運鐵蛋白，再催化胞飲作用將它運入細胞中。二十世纪五十年代末发现吸收铁的转铁蛋白受体的存在。两个转铁蛋白受体（转铁蛋白受体1和转铁蛋白受体2）早就研究清楚，但直到最近才发现细胞铁的吸收主要通过这两个转铁蛋白受体。两个受体都是跨膜糖蛋白。转铁蛋白受体1具高亲和力，在各个组织都有表达；而转铁蛋白受体2的表达限制在某些细胞类型，不受细胞内铁浓度影响。

## 延伸閱讀
- 鐵營養